# Tamaricella jaxartensis
Tamaricella jaxartensis är en insektsart som först beskrevs av Oshanin 1871.  Tamaricella jaxartensis ingår i släktet Tamaricella och familjen dvärgstritar. Inga underarter finns listade i Catalogue of Life.